# Dağ Bilici
Dağ Bilici è un comune dell'Azerbaigian situato nel distretto di Şabran.